# Kostel svatého Floriána (Kaplice)
Kostel svatého Floriána (Kaplice) v Kaplici vznikl roku 1507 po požáru na místě bývalé slovanské svatyně. Jedná se o jednolodní stavbu v pozdně gotickém slohu se síťovými klenbami. Severní kaple sv. Linharta byla dostavěna až po požáru v roce 1718. Poslední rekonstrukce proběhla mezi lety 1997 a 1999. Dnes slouží pouze řeckokatolickým bohoslužbám, a to 1. a 3. neděli v měsíci od 9:00.
Odchylka osy kostela od směru východ-západ činí 7,04°.